# Дар'ївка (Довжанський район)
Да́р'ївка — село в Україні, у Довжанській міській громаді Довжанського району Луганської області. Населення становить 136 осіб.
Знаходиться на тимчасово окупованій території України.

## Географія
Географічні координати: 47°58' пн. ш. 39°25' сх. д. Часовий пояс — UTC+2. Загальна площа села — 13,5 км².
Село розташоване у східній частині Донбасу за 75 км від Довжанська. Найближча залізнична станція — Ровеньки, за 25 км. Через село протікає річка Нагольна.

## Історія
Слобода Дар'ївка заснована XVIII століття генерал-майором Амвросієм Луковкіним. Згодом вона перейшла у володіння сина Амвросія — Геннадія Луковкіна. Названа слобода на честь дружини Дарії Василівни (уродженої Іловайської).
Місцезнаходження Дар'ївки декілька разів змінювалося: спочатку слобода знаходилася на річці Тузлів, у 1808 році була перенесена на річку Великий Несвітай, а в 1845 році — на річку Нагольна.
У 1801 році в селі проживало 147 чоловіків і 119 жінок. Налічувалося 40 дворів.
3 травня 1866 року була освячена церква імені Покрови Божої матері, яка була споруджена на кошти Людмили Калиновської (Луковкіна).
Станом на 1873 рік у слободі, центрі Дар'ївської волості Міуського округу Області Війська Донського, мешкало 537 осіб, що мешкали у 84 дворових господарствах, у господарствах налічувались 21 плуг, 20 коней, 86 пар волів, 288 звичайних і 1200 тонкорунних овець.
За переписом 1897 року кількість мешканців зросла до 674 осіб (338 чоловічої статі та 336 — жіночої), з яких всі — православної віри.
1915 року в селищі налічувалося 1001 десятина землі, 120 дворів з населенням 964 осіб.
12 червня 2020 року, відповідно до Розпорядження Кабінету Міністрів України № 717-р «Про визначення адміністративних центрів та затвердження територій територіальних громад Луганської області», увійшло до складу Довжанської міської громади.
17 липня 2020 року, в результаті адміністративно-територіальної реформи та ліквідації  колишніх Довжанського (1938—2020) та Сорокинського районів, увійшло до складу новоутвореного Довжанського району.

## Населення

### Мова
Розподіл населення за рідною мовою за даними перепису 2001 року:
| Мова       | Кількість | Відсоток |
| ---------- | --------- | -------- |
| українська | 121       | 88.97%   |
| російська  | 15        | 11.03%   |
| Усього     | 136       | 100%     |

За даними перепису 2001 року населення села становило 136 осіб, з них 88,97% зазначили рідною мову українську, а 11,03% — російську.

## Соціальна сфера
У Дар'ївці функціонує фельдшерсько-акушерський пункт.

## Пам'ятки
На території села знаходиться братська могила радянських воїнів.